# 莉泽特·萨拉斯
莉泽特·萨拉斯（英語：Lizette Salas，1989年6月17日—）是一位美国职业高尔夫球手，参加美国LPGA巡回赛。

## 早期生活和教育
莉泽特出生并成长于美国加利福尼亚州阿苏萨，她的父母是墨西哥移民。她于2006年从阿苏萨高中毕业，并进入南加州大学参加大学高尔夫。莉泽特于2011年毕业，获得社会学学位。她是她近亲中第一位获得大学学位的成员。

## 业余生涯
莉泽特大学时拥有南加州大学高尔夫奖学金。她曾获得三个大学冠军，被命名为2008年Pac-10年度新生、2009年及2010年Pac-10年度球手，并是2009年、2010年、2011年Pac-10全联盟第一梯队成员。她还是2009年及2011年NGCA全美第一梯队成员。2010年7月，她凭借自己美国女子公开赛的资格第一次出现在了职业赛事中。莉泽特在赛事中的成绩为79-77，未能晋级。

## 职业生涯
莉泽特在于南加州大学毕业后于2011年6月转职业。她于2011年参加了Symetra Tour。她参加了7场赛事，并在Symetra Tour奖金排名中排名第45名。同年，她第一次作为职业球手参加了美国女子公开赛，排名并列第15名。2011年秋天，莉泽特参加了2011年LPGA资格学校，排名第20名，获得了2012年LPGA巡回赛的完整资格。
莉泽特在她的LPGA巡回赛新人年2012年共参加了18场赛事，16场晋级，最好成绩是在马来西亚LPGA赛上的并列第九名。莉泽特全年奖金为242,035美元，排名第51名，年末世界排名第89名。

## LPGA大满贯赛事赛果
| 赛事           | 2010年 | 2011年 | 2012年 | 2013年 |
| -------------- | ------ | ------ | ------ | ------ |
| 纳贝斯克锦标赛 | DNP    | DNP    | T46    | T25    |
| LPGA锦标赛     | DNP    | DNP    | T25    |        |
| 美国女子公开赛 | CUT    | T15    | T32    |        |
| 英国女子公开赛 | DNP    | DNP    | DNP    |        |
| 依云锦标赛 ^   |        |        |        |        |

^ 依云锦标赛于2013年成为大满贯赛事。

DNP = 未参赛

CUT = 未晋级

T = 并列

### 摘要
- 参加 – 6
- 获胜 – 0
- 第二名完赛 – 0
- 第三名完赛 – 0
- 前三名完赛 – 0
- 前五名完赛 – 0
- 前10名完赛 – 0
- 前25名完赛 – 3
- 未晋级 – 1
- 最长连续晋级 – 5
- 最长连续前10名 – 0

## LPGA巡回赛职业生涯摘要
| 年份   | 参加 赛事 | 晋级 赛事* | 获胜 | 第二名 | 第三名 | 前10名 | 最佳 排名 | 奖金 （美元） | 奖金 排名 | 平均 杆数 | 杆数 排名 |
| ------ | --------- | ---------- | ---- | ------ | ------ | ------ | --------- | ------------- | --------- | --------- | --------- |
| 2010年 | 1         | 0          | 0    | 0      | 0      | 0      | MC        | n/a           | n/a       | 78.00     | n/a       |
| 2011年 | 1         | 1          | 0    | 0      | 0      | 0      | T15       | 248,6581      | n/a       | 72.50     | n/a       |
| 2012年 | 18        | 16         | 0    | 0      | 0      | 1      | T9        | 242,035       | 51        | 71.72     | 31        |
| 2013年 | 9         | 9          | 0    | 1      | 0      | 4      | 2         | 377,284       | 6         | 70.00     | 5         |

- 官方数据，截至2013年5月5日。[8]

*包括比洞赛及不设晋级线的赛事。
1 2012年前莉泽特非LPGA成员，奖金为非官方数据。

## 世界排名
每日历年年末女子高尔夫世界排名。
| 年份   | 排名 |
| ------ | ---- |
| 2011年 | 353  |
| 2012年 | 89   |